# Colonard-Corubert
Colonard-Corubert est une ancienne commune française, située dans le département de l'Orne en région Normandie, devenue le 1er janvier 2016 une commune déléguée au sein de la commune nouvelle de Perche en Nocé.
Elle est peuplée de 239 habitants.

## Géographie
La commune est au cœur du Perche ornais. Son bourg est à 4 km au nord de Nocé, à 9 km à l'est de Bellême, à 10 km à l'ouest de Rémalard et à 17 km au sud-est de Mortagne-au-Perche.
| Mauves-sur-Huisne               | Courcerault (comm. nouv. de Cour-Maugis-sur-Huisne)                                          | Saint-Maurice-sur-Huisne (comm. nouv. de Cour-Maugis-sur-Huisne)                                                        |
| Saint-Ouen-de-la-Cour           | Colonard-Corubert                                                                            | Saint-Maurice-sur-Huisne (comm. nouv. de Cour-Maugis-sur-Huisne), Bellou-sur-Huisne (comm. nouv. de Rémalard-en-Perche) |
| Sérigny, Saint-Jean-de-la-Forêt | Saint-Jean-de-la-Forêt (comm. nouv. de Perche-en-Nocé), Nocé (comm. nouv. de Perche-en-Nocé) | Nocé (comm. nouv. de Perche-en-Nocé)                                                                                    |

## Toponymie
Le nom de la localité de Colonard est attesté sous la forme Curtleonart en 1113. Les deux toponymes, Colonard et Corubert, sont issus du bas latin cortem, « domaine rural » (latin cohors), par l'ancien français cort ou court, employé pour désigner un lieu, le premier pouvant être celui d'un certain Léonard, le second d'Hubert,.
Colonard s'est appelé Colonard-le-Buisson à partir de 1932.
Le gentilé est  Colonardais.

## Histoire
En 1112, Guillaume Ier Talvas confirme aux religieux de l'abbaye de Marmoutier la possession des églises de Courthioust (Ecclesiam Be Marie de Curthiot) et de Colonard (Ecclesiam Sancti Martini de Curte Leonart).
En 1812, Corubert (213 habitants en 1806) absorbe Saint-Hilaire-des-Noyers (59 habitants), à l'est de son territoire. Colonard, recensée à 473 habitants en 1821, absorbe en 1823 Courthioust, 173 habitants, à l'ouest. En 1859, le centre de la commune de Colonard est déplacé du Vieux Colonard au lieu-dit du Buisson. Enfin, en 1959, les communes de Colonard-le-Buisson (296 habitants en 1954) et Corubert (115 habitants, au sud) fusionnent et forment la commune de Colonard-Corubert.
Le 1er janvier 2016, Colonard-Corubert intègre avec cinq autres communes la commune de Perche-en-Nocé créée sous le régime juridique des communes nouvelles instauré par la loi no 2010-1563 du 16 décembre 2010 de réforme des collectivités territoriales. Les communes de Dancé, Colonard-Corubert, Nocé, Préaux-du-Perche, Saint-Aubin-des-Grois et Saint-Jean-de-la-Forêt deviennent des communes déléguées et Nocé est le chef-lieu de la commune nouvelle.

## Politique et administration
| Période                                  | Période       | Identité            | Étiquette | Qualité    |
| ---------------------------------------- | ------------- | ------------------- | --------- | ---------- |
| 1980                                     | 1989          | François Landemaine |           |            |
| 1989                                     | mars 2001     | Michel Gouin        |           |            |
| mars 2001                                | décembre 2015 | Guy Verney          | SE        | Professeur |
| Les données manquantes sont à compléter. |               |                     |           |            |

Le conseil municipal était composé de onze membres dont le maire et trois adjoints.

## Démographie
En 2021, la commune comptait 239 habitants. Depuis 2004, les enquêtes de recensement dans les communes de moins de 10 000 habitants ont lieu tous les cinq ans (en 2006, 2011, 2016, etc. pour Colonard-Corubert) et les chiffres de population municipale légale des autres années sont des estimations.
Colonard a compté jusqu'à 633 habitants en 1866. Corubert avait atteint son maximum démographique en 1846 avec 331 habitants.
| 1793 | 1800 | 1806 | 1821 | 1836 | 1841 | 1846 | 1851 | 1856 |
| ---- | ---- | ---- | ---- | ---- | ---- | ---- | ---- | ---- |
| 385  | 409  | 424  | 473  | 631  | 612  | 630  | 616  | 592  |

| 1861 | 1866 | 1872 | 1876 | 1881 | 1886 | 1891 | 1896 | 1901 |
| ---- | ---- | ---- | ---- | ---- | ---- | ---- | ---- | ---- |
| 596  | 633  | 600  | 611  | 526  | 504  | 503  | 440  | 398  |

| 1906 | 1911 | 1921 | 1926 | 1931 | 1936 | 1946 | 1954 | 1962 |
| ---- | ---- | ---- | ---- | ---- | ---- | ---- | ---- | ---- |
| 373  | 342  | 289  | 293  | 274  | 292  | 318  | 296  | 324  |

| 1968 | 1975 | 1982 | 1990 | 1999 | 2006 | 2011 | 2016 | 2020 |
| ---- | ---- | ---- | ---- | ---- | ---- | ---- | ---- | ---- |
| 344  | 296  | 284  | 245  | 246  | 249  | 253  | 254  | 241  |

| 1793 | 1800 | 1806 |
| ---- | ---- | ---- |
| 53   | 36   | 59   |

| 1793 | 1800 | 1806 | 1821 |
| ---- | ---- | ---- | ---- |
| 153  | 155  | 157  | 173  |

| 1793 | 1800 | 1806 | 1821 | 1836 | 1841 | 1846 | 1851 | 1856 |
| ---- | ---- | ---- | ---- | ---- | ---- | ---- | ---- | ---- |
| 180  | 225  | 213  | 213  | 275  | 302  | 331  | 330  | 276  |

| 1861 | 1866 | 1872 | 1876 | 1881 | 1886 | 1891 | 1896 | 1901 |
| ---- | ---- | ---- | ---- | ---- | ---- | ---- | ---- | ---- |
| 257  | 217  | 240  | 214  | 183  | 190  | 190  | 159  | 191  |

| 1906 | 1911 | 1921 | 1926 | 1931 | 1936 | 1946 | 1954 | - |
| ---- | ---- | ---- | ---- | ---- | ---- | ---- | ---- | - |
| 200  | 174  | 148  | 123  | 130  | 141  | 125  | 115  | - |

## Lieux et monuments
- Église Saint-Joseph-et-Saint-Martin de Colonard, construite en 1856. Un lutrin en chêne du XVIe siècle est classé monument historique au titre d'objet[17].
- Église Saint-Pierre-et-Saint-Paul de Corubert, des XIIIe et XIVe siècles, remaniée au XVIe siècle.
- Église Notre-Dame de Courthioust, d’architecture romane, du XIe siècle, remaniée au XVIe siècle. Elle fait l'objet d'un classement au titre des Monuments historiques depuis le 29 décembre 1983[18].
- Manoir des seigneurs de Brainville dit Grand'Maison, du XVIe siècle, au hameau de Corubert. L'édifice possède des pignons à rampants plats. La façade arrière est flanquée d'une tour escalier circulaire coiffée d'un toit en poivrière.
- Château de Saint-Hilaire des Noyers, du XVe siècle.
- Manoir du Perrin[19].

## Activité et manifestations
- Les soirées musicales de Saint-Hilaire-des-Noyers, organisées tous les deux ans[20].
- le pique-nique collectif de Courthioust ayant lieu chaque année le 15 août [21]
- le vide grenier annuel de Colonard-Corubert[22]

## Personnalités liées à la commune
- Marie Céleste Prudent Renard, dit Mary Renard (Colonard 1849 - 1925), peintre et conservateur au musée d'Alençon.